# Crevans-et-la-Chapelle-lès-Granges
Crevans-et-la-Chapelle-lès-Granges là một xã thuộc tỉnh Haute-Saône trong vùng Franche-Comté phía đông nước Pháp.